# История Гянджи
История Гянджи от момента основания до текущего времени

### Первые века существования города
Гянджа возникла как поселение из-за благоприятного географического расположения на Великом шёлковом пути. Послемонгольский историк Хамд-Аллах Муставфи свидетельствует, что арабский город Ганджа был основан в 659—660 годах (то есть во времена первых арабских нашествий на восточное Закавказье), но не приводит деталей. Согласно анонимной «Истории Ширвана и Дербента» («Дербенд-наме»), Гянджа была основана в 859 году Мухаммадом ибн Халидом ибн Язидом ибн Мазьядом из арабского рода Мазъядидов Ширвана, управлявших Азербайджаном (историческая область на юге реки Аракс, главным образом на северо-западе современного Ирана), Арраном и Арменией во времена халифа аль-Мутаваккиля, и так назван из-за обнаруженной там сокровищницы. Как отмечает В. Минорский, армяне также приписывали основание города последнему. Так, роль Мухаммада ибн Халида в качестве основателя (который, скорее, повторно основал город) подтверждает армянский историк X века Мовсес Каганкатваци (Мовсес Дасхуранци), который пишет, что сын Хазра Патгос построил Гандзак в округе Аршакашен в 295 (846—847 гг. н. э.) году согласно армянскому летоисчислению.
Одним из свидетельств возраста Гянджи можно считать мавзолей Джомарда Гассаба, жившего в период правления четвёртого Халифа Али ибн Аби Талиба (656—661). На древней территории города (Старая Гянджа) обнаружены остатки крепостных стен, башен, мостов (XII — начала XIII вв.). К северо-востоку от Старой Гянджи находится культовый комплекс Гёй-Имам (или Имамзаде: мавзолей XIV—XVII вв., обстроенный в XVII в. зданиями мечетей и гробниц). На территории города сохранились Джума-мечеть (1606, зодчий Бахааддин), купольные жилые дома (XVII—XVIII вв.). Гянджа начинает играть важную роль в международной торговле, общественно-экономической и культурной жизни региона. В жизни города торговля и ремесло занимали важное место. Для развития ремесла здесь имелся экономический потенциал. Железные, медные, квасцовые и другие рудники, находящиеся недалеко от Гянджи, снабжали ремесленников сырьём. По мере формирования Гянджи как столицы страны, особое внимание уделяли укреплению военной мощи города. Уже в этот период были построены крепостные стены, вырыты рвы. В IX—X вв. в связи с ослаблением Арабского халифата части территории Аррана входила в феодальные государства династий Ширваншахов, Саджидов, Саларидов, Раввадидов.
В середине X века Гянджа, находившаяся под властью иранской династии Саларидов, стала столицей курдской династии Шеддадидов. Во времена правления Фадлуна I (895—1030) Гянджа окрепла ещё больше. Шеддадиды построили здесь крепость, дворцы, мосты, караван-сараи и начали чеканить деньги. Вокруг города построили новую, более прочную крепость. В 1063 году были созданы знаменитые врата Гянджи. По мере превращения Гянджи в крупный центр расширялась и её территория, строились новые торгово-промышленные кварталы. Шёлк и изделия из него завоевали симпатии покупателей не только местных базаров, но и зарубежных. Сохранившиеся в источниках перечень товаров, продаваемых на рынках Гянджи, указывает на то, что в эту торговлю были вовлечены, например, различные армянские княжества.

### От сельджукского завоевания до монгольского нашествия
В середине XI века Арран подвергся нашествиям сельджуков. После захвата Тебриза Тогрул I в 1054 году двинулся в сторону Гянджи. Повелитель Гянджи эмир Шавур из династии Шеддадидов согласился стать вассалом Тогрул-бека. Однако нашествия сельджуков не прекращались. В 70-е годы XI века потомок Шавура Фадлун III, видя бессмысленность войны, сдался, однако через некоторое время, воспользовавшись удобным моментом, вновь вернулся к власти. В 1086 году сельджукский правитель Малик-шах послал своего полководца Бугая на Гянджу. Несмотря на ожесточённое сопротивление местного населения, сельджуки захватили город. Во время войны правитель Гянджи Фадлун III был пленён, таким образом, был положен конец царствованию династии Шаддадитов, которые правили более 100 лет. Правление Гянджой Малик-шах возложил на своего сына Гияса ад-дина Тапара. Гияс ад-дин Мухаммед Тапар и после избрания его султаном всё ещё оставался одним из основных резидентов сельджукских правителей Гянджи.
В первой половине XII века Гянджа несколько раз подвергалась нашествиям грузин, стала вассалом Грузии вплоть до вторжения монголов. Другим событием, связанным с Гянджой, было огромной силы землетрясение, которое произошло 30 сентября 1139 года и разрушило город, который в связи с этим был перенесён в другое место. В результате землетрясения в этом районе образовался ряд завальных озёр — Гёйгёль, Маралгёль, Джейрангёль, Ордекгёль, Залигелю, Аггёль, Гарагёль и Шамлыгёль. Развалины древней Гянджи находятся в семи километрах от современного города, ниже по течению реки. Воспользовавшись разрушением города и отсутствием правителя, грузинский царь Деметре I напал на город, захватил много трофеев и забрал с собой знаменитые врата Гянджи, которые и поныне хранятся во дворе Гелатского монастыря в Грузии. С образованием Государства Ильдегизидов Гянджа стала резиденцией ильдегизидского правителя Аррана. В 1225 году Гянджу захватывает у Ильдегизидов хорезмшах Джелал ад-Дин и правит ею до своей гибели в 1231 году. Люди Джелаледдина творили всевозможный произвол и насилие, что же до христиан, то был отдан приказ о насильственном переводе их в ислам. Результатом этих насилий стало восстание 1231 г. под предводительством ремесленника Бендера. Восставшие перебили гарнизон Джелаладдина, но в конце концов восстание было подавлено, 30 его руководителей казнены, сам Бендер четвертован.
На территории Гянджи известны находки византийских монет.
XII—XIII века можно назвать периодом расцвета Гянджи — второй столицы Государства Ильдегизидов. Ткань, которая изготовлялась здесь и называлась «гянджинский шёлк», получила высокую оценку на рынках соседних стран и Среднего Востока. Как отмечают западные и российские специалисты Гянджа в это время сохраняла своё прежнее преимущественно иранское население и являлась одним из центров персидской культуры. Здесь творили такие выдающиеся классики персидской поэзии как Низами Гянджеви и Мехсети Гянджеви. Роберт Томсон (Оксфордский университет) отмечает, что во второй половине XII века в городе проживало также значительное армянское население. Родом из Гянджи был известный армянский историк XIII века Киракос Гандзакеци.

### Взятие города монголами
Вскоре после гибели Джалалэддина, в 1235 году, Гянджа была взята монголами. Согласно армянскому историку Киракосу Гандзакеци, монголы в разных местах разрушили машинами стену. 

Но никто из врагов [сразу] не вошёл в город, в полном вооружении они осаждали его в течение недели. Когда жители увидели, что город захвачен врагом, заперлись каждый в своём доме и подожгли свои жилища вместе с собой, чтобы только не попасть в руки врага; другие сожгли все, что можно было сжечь, оставшись сами [в живых]. При виде этого враги ещё более разъярились, пустили в ход мечи и всех предали мечу: и мужчин, и женщин, и детей. И никто из них не спасся, за исключением небольшого отряда хорошо вооружённых воинов в полном снаряжении, которые ночью пробили часть стены и убежали, и небольшой группы черни, которую задержали и подвергли пыткам, дабы они показали, где спрятаны сокровища. Позже кое-кого [из них] убили, часть угнали в плен, а сами стали рыться в пепелищах домов и взяли все, что нашли из спрятанного. (...) И таким безлюдным и разрушенным оставался город в течение четырёх лет, потом был дан приказ о его восстановлении. И начали понемногу собираться в нём [люди] и стали строиться, но городской стены не возвели.

### В составе государства Сефевидов
Карабахское беглербегство
В XVI—XVIII веках Гянджа входила в состав государства Сефевидов, будучи центром Карабахского бейлербекства. Первым бейлербеком шах Тахмасп I (1514—1576) назначил Шахверди-султана из племени каджаров. Представители этого рода — династия Зияд-оглу, правили Гянджой все время царствования Сефевидов. Шахверди правил не только Гянджой и Равнинным Карабахом (при этом Нагорный Карабах оставались в руках его армянских правителей), но и в числе его владений были Шамшадиль и Казах. Гянджа являясь традиционным центром Карабахского бегларбекства.
В 1588 году в ходе войны (1578—1590) между Османской империей и Cефевидским государством за контроль над Закавказьем город был завоёван Ферхат-пашой. По заключённому в 1590 году в Стамбуле мирному договору Гянджу отошла к Османской империи. В самых крупных городах Карабахского беглербегства, и прежде всего в Гяндже, были размещены османские гарнизоны.
В 1603 году, когда на трон Османской империи взошёл 14-летний Ахмед I, персидский шax Аббас I начал новую войну с турками за Закавказье. В 1606 году Гянджа была занята персами, что закрепил договор Насух-паши в 1612 году. После сражения город в течение ряда лет оставался в полуразрушенном состоянии. Однако договор Насух-паши не был ратифицирован, и война возобновилась. В 1615 году город пережил ещё одно, на сей раз основательное, разрушение. В 1618 году был заключён Серавский мир, повторивший условия перемирия 1612 года.
В 1616 году город, по приказу шаха, перенесли на новое место, то есть начали строительство Новой Гянджи. Строительство протекало быстрыми темпами, и уже к концу первой четверти XVII века Новая Гянджа вновь являлась резиденцией правителя и значительным торгово-ремесленным центром. В конце XVII века османский путешественник Эвлия Челеби насчитывал в городе 6000 домов. Население города было пёстрым в этническом и религиозном смыслах: если в пределах городских стен большинство составляли азербайджанские тюрки и персы, то за стенами располагались обширные армянские предместья (faubourg des Armeniens по словам французского источника, «армянские слободы за городом» — по русскому) Количество армян было столь велико, что в планах восстановления независимости Армении Исраэля Ории предполагалось набрать в Гяндже 15.000 армянских солдат
В 1721 году в Персию с востока вторглись афганские племена гильзаев, которые в следующем году взяли персидскую столицу Исфахан. Вождь афганцев Мир Махмуд провозгласил себя новым шахом, однако большинство персидских провинций этого не признало. Сын Султан Хусейна — Тахмасп — бежал на север и там провозгласил шахом себя. Его опорой стали Арран и прикаспийские провинции. Тахмасп обратился за помощью к российскому императору Петру I, обещая взамен уступку северных провинций. 18 (29) июля 1722 из Астрахани по Каспию отплыл 22-тысячный русский отряд и вскоре занял Дагестан и восточное Закавказье. В сентябре 1722 года Вахтанг VI c войском вступил в Карабах, там он вёл боевые действия против восставших дагестанцев, а затем вошёл в Гянджу. После этого к грузинам присоединились армянские войска с католикосом Исаей во главе. Под Гянджой в ожидании войск Петра грузино-армянское войско простояло два месяца, однако, узнав об уходе русского войска с Кавказа, Вахтанг и Исайя возвратились с войсками в свои владения.
В 1723 году Османская империя решила воспользоваться ситуацией и захватить Закавказье и Курдистан. Турецкие войска в нарушение Зухабского договора 1639 года вторглись в Восточное Закавказье и Восточную Грузию. В 1723 году к Гяндже подошла османская армия и в октябре предприняла её штурм, закончившийся неудачей. Однако при этом были уничтожены армянские предместья. Уцелевшие армяне бежали под защиту армянского войска в Нагорный Карабах. Гянджа опустела, в начале 1726 г. русский шпион докладывал, что «Ныне в Генже находитца генжинских жителей басурманов семей 5 или 6, да армян с 50 семей, а протчие басурманы ушли в Ардевиль и в разные города, а армяне — в Согнаги (то есть в Карабах)».
Гянджинское ханство
Впоследствии Гянджа вновь вернула своё население. После смерти Надир-шаха в 1747 году Гянджа стала столицей полусамостоятельного Гянджинского ханства, пользовавшееся, как и соседние ханства, фактической независимостью при номинальном признании власти слабой Зендской династии. Представитель долго правившего в Гяндже рода Зиядоглу Шахверди-хан стал ханом Гянджи.
В 1778 году город был взят и разграблен кайтагским уцмием Амир-Хамзой.
В 1780-х годах во время правления Джавад-хана, Гянджинское ханство значительно укрепилось. Оно проводило самостоятельную внешнюю политику. Ханство имело в Гяндже собственный монетный двор.
Однако в 1803 году он столкнулся с Российской империей в правление Александра I. Россия в это время вступила в войну с Персией, войска которой в 1796 году вторглись в Восточное Закавказье. Командование русской армии считало Гянджу «ключом к северным провинциям Персии». Генерал Цицианов писал, что Гянджинская крепость из-за благоприятного географического положения занимала важное место в Азербайджане и поэтому первостепенной задачей России был захват этой крепости. Цицианов несколько раз предлагал Джавад-хану добровольно сдаться и каждый раз получал отказ.
- Памятники
- Мавзолей «Имамзаде» XIV века[8] в Гяндже
- Гянджинская крепость. XVI век
- Баня XVI века[25]
- Армянская церковь Святого Григория, XIX век
- Мавзолей последнего хана Гянджинского Ханства — Джавад Хана в Гяндже
- Развалины дворца
- Армянская церковь Святого Ованеса, 1633 год
- Руины дворца Гянджинского хана в конце XIX — в начале XX вв.

### В составе Российской империи
20 ноября 1803 года Цицианов через Тифлис направился в сторону Гянджи с относительно небольшим отрядом (немногим более 2 тыс. чел.). В декабре отряд приблизился к крепости. После соответствующей подготовки, 15 января 1804 года в 5 часов утра Цицианов отдал приказ атаковать крепость. Войска Цицианова двумя колоннами пошли на штурм Гянджи. В штурме, помимо русских войск, участвовало до 700 ополченцев добровольцев и армян из ханств — противников Джавад-хана. Гянджу окружали двойные стены (внешняя, глинобитная и внутренняя, каменная), высота которых достигала 8 метров. Стены были усилены 6 башнями. С третьей попытки осаждавшим удалось преодолеть стены и ворваться в крепость. В бою на стенах крепости погиб Джавад-хан.
К полудню Гянджа была взята.
Гянджинское ханство было присоединено к Российской империи. Гянджа в 1804 году была переименована в Елизаветполь (в честь императрицы Елизаветы Алексеевны — супруги Александра I). Со временем название города начали произносить, как «Елисаветполь».
В октябре 1813 года Персия была вынуждена заключить Гюлистанский мирный договор, по которому признала присоединение к Российской империи Гянджинского ханства.
После завоевания ханства в нём было введено комендантское управление. Вся власть, как военная, так и гражданская, была сосредоточена в руках коменданта. В 1806 году в Елизаветполе был создан окружной суд. В 1824 году создано полицейское ведомство. Последнее вызвало недовольство населения из-за произвола и вымогательств полиции.
В 1840 году комендантская система была ликвидирована, Елизаветполь стал центром Елизаветпольского уезда и в этом качестве вошёл в состав Грузинско-Имеретинской губернии.
По состоянию на 1861 год, город располагался по обеим сторонам реки Гянджачай, и состоял из трёх районов. На правой стороне реке располагался армянонаселённый район Келисса-кенд (церковная деревня), на левой стороне где жили преимущественно мусульмане, находилась крепость, и собственно Гянджа. К последней примыкал район Норашен (новый город). Все эти три части города были обнесены стеной с круглыми башнями.
На 1861 год в городе проживало 15 029 человек, из которых 1300 семей мусульман и 1000 армянских семей. На тот момент в городе действовали 1 храм русско-православной церкви во имя св. Захария и Елизаветы, 5 армянских церквей, 10 мусульманских мечетей.
В 1868 году город стал центром вновь образованной Елисаветпольской губернии.
В 1883 году введена в строй железная дорога до Баку, Тифлиса и Батуми.
В 1887 году введена в строй Александро-Невская церковь Русской православной церкви.
На 1892 год, в Елизаветполе насчитывалось 25 758 жителей, из них азербайджанцев 13 392, армян 10 524. В городе функционировали 13 мечетей, 6 армянских церквей и 2 русские православные церкви, одна лютеранская церковь.
Действовала Главная Мечеть Джума (Джаами Гянджи), построенная шахом Аббасом I в 1620 году, увенчанная огромным куполом и окружённая кельями и помещениями для учащихся - мусульман.
- Вокзал в Елизаветполе. 1891
- Торговля коврами в Елизаветполе. Конец XIX в.

Елизаветполь первой половины XX века — город с преимущественно двухэтажными домами, с обязательными арочными воротами, в которых вырезана арочной же формы калитка. Наличие приусадебных двориков также являлось обязательным атрибутом гянджинских домов. В садах росли практически все известные на Кавказе виды фруктов, особенной славой пользовались гянджинские хурма и гранат.
18 ноября 1905 года в городе произошли кровавые столкновения между армянами и азербайджанцами. В этот день на дороге между Елизаветполем и Еленендорфом были убиты трое азербайджанцев из села Тоганалы. При попытке забрать трупы началась перестрелка между противоборствующими группировками. В тот день также были осуществлены погромы армянских лавок, в ходе которых погибло 20 армян. К 23 ноября беспорядки стихли, однако напряжённость между общинами сохранилась. В результате столкновений население разделилось: азербайджанцы сосредоточились на левом, армяне — на правом берегу реки. Межэтнические столкновения также происходили в январе 1918 года.

### Период АДР
В июне 1918 года в Гянджу переехало из Тифлиса первое правительство Азербайджана, восстановившее 30 июля историческое название города. Оно находилось здесь до сентября, когда переместилось во взятый подразделениями Кавказской исламской армии Баку. 

### Период Азербайджанской ССР
1 мая 1920 года в город вошли части 11-й Красной Армии. В ночь с 25 на 26 мая в городе вспыхнуло антисоветское восстание, которое было подавлено в течение недели.
В 1935 году Гянджа была переименована в Кировабад и превратилась во второй после Баку промышленный и культурный центр Азербайджанской ССР. 24 января 1939 года Кировабад получил статус города республиканского подчинения.
С 1939 по 1956 год Кировабад делился на два района — Низаминский и Сталинский.
На июль 1941 года в городе действовали швейная фабрика, суконная фабрика, текстильный комбинат им. Серго Орджоникидзе, ткацкая фабрика.
В июле 1941 года в связи с началом Великой отечественной войны начало формироваться народное ополчение. В ополчение вступали рабочие ткацкого комбината им. Серго Орджоникидзе, швеи суконной фабрики.
На декабрь 1941 года в Кировобаде действовали текстильный комбинат им. Орджоникидзе, хлебозавод, артель «Строитель».

### Карабахский конфликт
После начала карабахского конфликта 21 ноября 1988 года в городе начались армянские погромы. На тот момент в городе с населением 280 тысяч человек проживало 40 тысяч армян. Погромы начались с митинга на площади Ленина, куда собрались работники промышленных предприятий города и студенты. Местная милиция бездействовала. Республиканское телевидение накаляло обстановку трансляцией националистических митингов из Баку. Первой пострадала армянская церковь и бюст маршала Баграмяна. Комендант города объявил комендантский час. Местные армяне, используя компактность проживания, организовали двухнедельную оборону. За первую неделю погибло 18 человек, 60 пропало без вести и 74 получили тяжёлые ранения. Усилиями Советской армии масштабное кровопролитие было прекращено. Армянское население было вынуждено покинуть город.
30 декабря 1989 года городу было возвращено историческое название — Гянджа.

### XXI век
С 1991 года до 2021 года входил в состав Гянджа-Газахского экономического района. С 7 июля 2021 года входит в состав Гянджа-Дашкесанского экономического района.

#### В период44-дневной войны
В период обострившегося осенью 2020 года конфликта в Нагорном Карабахе Гянджа также подверглась обстрелам. 4 октября Министерство обороны Азербайджана заявило, что армянские вооружённые силы обстреливают Гянджу. В 10 часов утра советник президента НКР Ваграм Погосян объявил об уничтожении военного аэродрома в Гяндже. Помощник президента Азербайджана Хикмет Гаджиев заявил, что Армения нанесла массированные ракетные удары по густонаселённым жилым районам Гянджи. Министерство обороны Азербайджана опровергло информацию армянской стороны об уничтожении военных объектов в Гяндже, добавив, что «в результате огня противника пострадали мирные жители, гражданская инфраструктура и древние исторические постройки». Среди них, по словам Гаджиева, был и комплекс Имамзаде. Позднее корреспонденты российских СМИ сообщили, что аэропорт в Гяндже, об уничтожении которого заявляли власти НКР, не пострадал. По заявлению МО Азербайджана, Гянджа была обстреляна с территории Армении. Министр обороны Азербайджана Закир Гасанов заявил, что «обстрел территории Азербайджана с территории Армении носит явно провокационный характер и расширяет зону боевых действий». По словам помощника президента Азербайджана Хикмета Гаджиева, ракетные удары по Азербайджану наносятся из окрестностей Вардениса и города Горис. Пресс-секретарь минобороны Армении Шушан Степанян заявила, что с территории Армении огонь по Азербайджану не ведётся. Генеральная прокуратура Азербайджана сообщила, что 4 октября в результате обстрела с территории Армении города Гянджа погиб один человек, ранены 32.
11 октября, по заявлению пресс-службы МЧС Азербайджана, в 02:00 в центре города Гянджа подвергся обстрелу четырёхэтажный жилой дом, в результате чего, по данным генпрокуратуры Азербайджана, погибло 10 человек, 34 получили ранения. Минобороны Азербайджана заявило, что город подвергся обстрелу с территории Бердского района Армении. О том, что жилой дом в Гяндже оказался разрушен в результате ракетного удара, подтвердили и корреспонденты агентства ТАСС и BBC. По официальным предварительным данным Баку, удар по жилому дому был нанесён ракетой ОТРК «Точка У». На следующий день Глава Национального агентства по разминированию территорий Азербайджана Газанфар Ахмедов объявил, что, судя по маркировке на осколках, удар по городу Гянджа был нанесён ракетой ОТРК «Эльбрус».
В ночь с 16 на 17 октября по Гяндже вновь были нанесены ракетные удары. Журналисты сообщили с места событий, что в городе прогремели три мощных взрыва. Одновременно ракетному обстрелу был подвергнут город Мингечаур. Азербайджанская сторона заявила, что обстрелы были произведены с территории Армении. По словам главы Исполнительной власти города Ниязи Байрамова, в ходе обстрела Гянджи погибло 14 (из них трое детей) и ранено 55 мирных жителей. По данным Агентства по разминированию территорий Азербайджана (ANAMA), фрагменты с места падения ракеты свидетельствуют о том, что по Гяндже в ночь на 17 октября были выпущены баллистические ракеты оперативно-тактического ракетного комплекса «Эльбрус». Корреспондент «Дождя» Василий Полонский сообщил, что рядом с обстрелянными жилыми кварталами Гянджи не было никаких военных баз и важных объектов.

#### Дальнейшая история
12 апреля 2024 года Гянджа объявлена спортивной столицей СНГ на 2025 год. В 2025 году в городе пройдут III игры стран СНГ.

## Население
| 1804 | 1825 | 1833 | 1840 | 1856 | 1892 | 1897 | 1908 | 1912 | 1915 | 1920 |
| ---- | ---- | ---- | ---- | ---- | ---- | ---- | ---- | ---- | ---- | ---- |
| 3    | 10,8 | 11,1 | 7,8  | 10,9 | 25,7 | 33,6 | 39,7 | 59,6 | 63,4 | 40,7 |

| 1923 | 1926 | 1939 | 1959  | 1970  | 1979  | 1989  | 2004 | 2011 | 2013  | 2020  |
| ---- | ---- | ---- | ----- | ----- | ----- | ----- | ---- | ---- | ----- | ----- |
| 38,9 | 57,4 | 98,9 | 116,1 | 189,5 | 231,9 | 278,0 | 320  | 316  | 322,9 | 335,6 |

(Тыс. чел.)
Согласно ЭСБЕ население города в 1892 году составляло 25 758 чел. В городе насчитывалось 2 православных храма, 6 армянских храмов и 13 мечетей Согласно первой всеобщей переписи населения Российской империи 1897 года в городе проживало 33 625 чел. Согласно Кавказскому календарю на 1910 год, к 1908 году население составляло 39 716 чел..

### Национальный состав (конец XIX — нач. XX вв.)
| Год  | Всего  | Азербайджанцы    | Армяне           | Русские, украинцы, белорусы | Грузины      | Поляки       | Лезгинские народы |
| ---- | ------ | ---------------- | ---------------- | --------------------------- | ------------ | ------------ | ----------------- |
| 1892 | 25 758 | 13 392 (55,87 %) | 10 524 (40,86 %) | ---                         | ---          | ---          | ---               |
| 1897 | 33 625 | 17 426 (51,82 %) | 12 055 (35,85 %) | 2 735 (8,13 %)              | 494 (1,47 %) | 240 (0,71 %) | 121 (0,36 %)      |

| Аваро-андийские народы | Немцы        | Евреи       | Персы       | Литовцы     | Греки      | Удины      | Курды      | Остальные   |
| ---------------------- | ------------ | ----------- | ----------- | ----------- | ---------- | ---------- | ---------- | ----------- |
| ---                    | ---          | ---         | ---         | ---         | ---        | ---        | ---        | ---         |
| 103 (0,31 %)           | 103 (0,31 %) | 93 (0,28 %) | 39 (0,12 %) | 37 (0,11 %) | 5 (0,01 %) | 4 (0,01 %) | 3 (0,01 %) | 167 (0,5 %) |